# فريدي هيل
فريدي هيل (بالإنجليزية: Freddie Hill)‏ (20 يونيو 1914 بكارديف في المملكة المتحدة - ) هو لاعب كرة قدم ويلزي في مركز الهجوم.